# Johnny Mathis (album)
Johnny Mathis è il primo album discografico del cantante jazz statunitense Johnny Mathis, pubblicato dall'etichetta discografica Columbia Records nel luglio del 1956.

## Tracce
Lato A
1. Autumn in Rome – 3:56 (Alessandro Cicognini, Paul Weston, Sammy Cahn) – Registrato il 19 marzo 1956 al Columbia 30th Street Studio di New York
2. Easy to Love – 2:29 (Cole Porter) – Registrato il 21 marzo 1956 al Columbia 30th Street Studio di New York
3. Street of Dreams – 2:15 (Sam Lewis, Victor Young) – Registrato il 14 marzo 1956 al Columbia 30th Street Studio di New York
4. Love Your Magic Spell Is Everywhere – 2:59 (Edmund Goulding, Elsie Janis) – Registrato il 21 marzo 1956 al Columbia 30th Street Studio di New York
5. Prelude to a Kiss – 4:26 (Duke Ellington, Irving Gordon, Irving Mills) – Registrato il 6 aprile 1956 al Columbia 30th Street Studio di New York
6. Babalu – 2:47 (Margarita Lecuona) – Registrato il 23 marzo 1956 al Columbia 30th Street Studio di New York

Durata totale: 18:52
Lato B
1. Caravan – 3:59 (Duke Ellington, Irving Mills, Juan Tizol) – Registrato il 23 marzo 1956 al Columbia 30th Street Studio di New York
2. In Other Words – 3:52 (Bart Howard) – Registrato il 6 aprile 1956 al Columbia 30th Street Studio di New York
3. Star Eyes – 2:48 (Don Raye, Gene De Paul) – Registrato il 15 marzo 1956 al Columbia 30th Street Studio di New York
4. It Might as Well Be Spring – 4:47 (Richard Rodgers, Oscar Hammerstein II) – Registrato il 21 marzo 1956 al Columbia 30th Street Studio di New York
5. Cabin in the Sky – 2:57 (John Latouche, Vernon Duke) – Registrato il 19 marzo 1956 al Columbia 30th Street Studio di New York
6. Angel Eyes – 4:19 (Earl K. Brent, Matt Dennis) – Registrato il 15 marzo 1956 al Columbia 30th Street Studio di New York[2]

Durata totale: 22:42
Edizione CD del 1996, pubblicato dalla Columbia Records (CK 64890)
1. Autumn in Rome – 3:56 (Alessandro Cicognini, Paul Weston, Sammy Cahn)
2. Easy to Love – 2:29 (Cole Porter)
3. Street of Dreams – 2:15 (Sam Lewis, Victor Young)
4. Love, Your Magic Spell Is Everywhere – 2:59 (Edmund Goulding, Elsie Janis)
5. Prelude to a Kiss – 4:26 (Duke Ellington, Irving Gordon, Irving Mills)
6. Babalu – 2:47 (Bob Russell, Margarita Lecuona)
7. Caravan – 3:59 (Duke Ellington, Irving Mills, Juan Tizol)
8. In Other Words (Fly Me to the Moon) – 3:52 (Bart Howard)
9. Star Eyes – 2:48 (Don Raye, Gene DePaul)
10. It Might as Well Be Spring – 4:47 (Richard Rodgers, Oscar Hammerstein II)
11. Cabin in the Sky – 2:57 (John Latouche, Vernon Duke)
12. Angel Eyes – 4:19 (Earl Karl Brent, Matt Dennis)
13. I'm Glad There Is You – 3:43 (Jimmy Dorsey, Paul Madeira) – Bonus Track

Durata totale: 45:17
- Brano I'm Glad There Is You registrato il 19 marzo 1956 al Columbia 30th Street Studio di New York

## Musicisti
Autumn in Rome / Cabin in the Sky / I'm Glad There Is You
- Johnny Mathis - voce
- Manny Albam - arrangiamento, conduttore musicale
- Bernie Glow - tromba
- Ray Beckenstein - flauto
- Ben Harrod - oboe
- Hal McKusick - clarinetto, sassofono alto
- Danny Bank - clarinetto basso
- Eddie Costa - pianoforte, vibrafono
- Barry Galbraith - chitarra
- Milt Hinton - contrabbasso
- Osie Johnson - batteria

Easy to Love / Love Your Magic Spell Is Everywhere / It Might as Well Be Spring
- Johnny Mathis - voce
- Gil Evans - arrangiamenti, conduttore musicale
- Jimmy Maxwell - tromba (prima tromba)
- Buck Clayton - tromba (seconda tromba e solo)
- J.J. Johnson - trombone
- Tom Mitchell - trombone basso
- John La Porta - chitarra
- Hank Jones - pianoforte
- Bill Pemberton - contrabbasso
- Billy Exiner - batteria

Street of Dreams
- Johnny Mathis - voce
- Teo Macero - arrangiamenti, conduttore musicale
- Art Farmer - tromba
- Eddie Bert - trombone
- Don Butterfield - tuba
- Danny Bank - flauto, sassofono baritono
- John La Porta (?) - clarinetto, sassofono alto
- Wally Cirillo - pianoforte
- Milt Hinton - contrabbasso
- Ed Shaughnessy - batteria

Prelude to a Kiss / In Other Words
- Johnny Mathis - voce
- John Lewis - arrangiamenti, conduttore musicale
- Robert Di Domenica - flauto
- James Pellerite - flauto
- Harry Shulman - oboe
- A.J. Sciacca - clarinetto
- Al McKusick - clarinetto
- Jack Kreiselman - clarinetto basso
- Manuel Zegler - bassoon
- Gunther Schuller - corno francese
- John Barber - tuba
- Janet Putnam - arpa
- John Lewis - pianoforte
- Herb Ellis - chitarra
- Ray Brown - contrabbasso
- Connie Kay - batteria

Star Eyes / Angel Eyes
- Johnny Mathis - voce
- Bob Prince - arrangiamenti, conduttore musicale
- Nick Travis - tromba
- Al Richman - corno francese
- Phil Woods - sassofono alto
- Sol Schlinger - sassofono baritono
- Gerry Citron - pianoforte
- Teddy Kotick - contrabbasso
- Joe Harris - batteria

Caravan / Babalu
- Johnny Mathis - voce
- Teo Macero - arrangiamenti, conduttore musicale
- Nick Travis - tromba
- Eddie Bert - trombone
- Hal McKusick - clarinetto, sassofono alto
- Danny Bank - sassofono baritono
- Gerry Citron - pianoforte
- Teddy Kotick - contrabbasso
- Joe Harris - batteria
- Bob Prince - bongo drum, percussioni[3]